# Mosconi Cup 1995
Beim Mosconi Cup 1995 handelt es sich um die zweite Auflage eines seit 1994 jährlich stattfindenden 9-Ball-Poolbillardturniers, bei dem ein europäisches Team gegen ein US-amerikanisches Team spielt.
Das Turnier fand zwischen dem    7.       und dem   10. in  der Festival Hall in Basildon, England  statt.
Sieger wurde die Mannschaft aus Europa mit 16–15.

## Mannschaften
| Mannschaft der USA |                                                      |             |
| Name               | Bundesstaat, in dem der/die Spieler/in geboren wurde | Bemerkungen |
| Lou Butera         | Pennsylvania                                         |             |
| Mike Massey        | Tennessee                                            |             |
| Robert Hunter      | Michigan                                             |             |
| Dallas West        | Illinois                                             |             |
| Mark Wilson        | Missouri                                             |             |
| Mike Gulyassy      | Ohio                                                 |             |
| John DiToro        | Florida                                              |             |

| Mannschaft Europas |             |             |
| Name               | Heimatland  | Bemerkungen |
| Daryl Peach        | England     |             |
| Steve Davis        | England     |             |
| Alex Higgins       | Nordirland  |             |
| Lee Kendall        | England     |             |
| Oliver Ortmann     | Deutschland |             |
| Tom Storm          | Schweden    |             |
| Jimmy White        | England     |             |

## Resultate

### Donnerstag, 7. Dezember

#### Durchgang 1
|                             | Resultate           |                            |
| --------------------------- | ------------------- | -------------------------- |
| Einzelspiele Steve Davis    | 2–0 (3–1, 5–4)      | Einzelspiele Mike Massey   |
| Einzelspiele Daryl Peach    | 1–2 (5–4, 2–4, 4–5) | Einzelspiele Robert Hunter |
| Einzelspiele Oliver Ortmann | 0–2 (2–4, 0–3)      | Einzelspiele Mike Gulyassy |
| 1                           | Bilanz              | 2                          |
| 1                           | Gesamt              | 2                          |

#### Durchgang 2
|                             | Resultate           |                            |
| --------------------------- | ------------------- | -------------------------- |
| Einzelspiele Jimmy White    | 0–2 (2–4, 1–3)      | Einzelspiele John DiToro   |
| Einzelspiele Oliver Ortmann | 2–0 (3–0, 3–0)      | Einzelspiele Lou Butera    |
| Einzelspiele Tom Storm      | 2–1 (5–4, 2–4, 5–4) | Einzelspiele Mark Wilson   |
| Einzelspiele Lee Kendall    | 0–2 (2–4, 3–5)      | Einzelspiele Robert Hunter |
| 2                           | Bilanz              | 2                          |
| 3                           | Gesamt              | 4                          |

### Freitag, 8. Dezember

#### Durchgang 3
|                                 | Resultate           |                                |
| ------------------------------- | ------------------- | ------------------------------ |
| Einzelspiele Tom Storm          | 2–1 (2–4, 4–2, 5–4) | Einzelspiele Lou Butera        |
| Doppel Daryl Peach Alex Higgins | 0–2 (0–3, 1–3)      | Doppel Dallas West Mike Massey |
| Einzelspiele Lee Kendall        | 1–2 (3–1,1–3,1–3)   | Einzelspiele Mark Wilson       |
| 1                               | Bilanz              | 2                              |
| 4                               | Gesamt              | 6                              |

#### Durchgang 4
|                                 | Resultate           |                                  |
| ------------------------------- | ------------------- | -------------------------------- |
| Doppel Oliver Ortmann Tom Storm | 2–0 (5–3, 3–0)      | Doppel Mike Gulyassy John DiToro |
| Einzelspiele Alex Higgins       | 0–2 (1–3, 0–3)      | Einzelspiele Robert Hunter       |
| Einzelspiele Daryl Peach        | 2–0 (3–1, 3–0)      | Einzelspiele Mark Wilson         |
| Einzelspiele Lee Kendall        | 2–1 (1–3, 4–2, 5–3) | Einzelspiele Dallas West         |
| 3                               | Bilanz              | 1                                |
| 7                               | Gesamt              | 7                                |

### Samstag, 9. Dezember

#### Durchgang 5
|                          | Resultate           |                          |
| ------------------------ | ------------------- | ------------------------ |
| Einzelspiele Steve Davis | 2–1 (3–0, 2–4, 4–2) | Einzelspiele Lou Butera  |
| Einzelspiele Daryl Peach | 1–2 (3–1, 2–4, 0–3) | Einzelspiele John DiToro |
| Einzelspiele Tom Storm   | 0–2 (0–3, 1–3)      | Einzelspiele Mike Massey |
| 1                        | Bilanz              | 2                        |
| 8                        | Gesamt              | 9                        |

#### Durchgang 6
|                                 | Resultate           |                                  |
| ------------------------------- | ------------------- | -------------------------------- |
| Einzelspiele Steve Davis        | 1–2 (4–5, 5–3, 2–4) | Einzelspiele Mike Gulyassy       |
| Doppel Jimmy White Alex Higgins | 2–1 (3–1, 2–4, 3–0) | Doppel Robert Hunter Mike Massey |
| Einzelspiele Oliver Ortmann     | 2–0 (3–0, 3–0)      | Einzelspiele Dallas West         |
| 2                               | Bilanz              | 1                                |
| 10                              | Gesamt              | 10                               |

### Sonntag, 10. Dezember

#### Durchgang 7
|                              | Resultate           |                                  |
| ---------------------------- | ------------------- | -------------------------------- |
| Einzelspiele Daryl Peach     | 2–0 (3–0, 3–0)      | Einzelspiele Mike Massey         |
| Einzelspiele Steve Davis     | 2–1 (4–2, 3–5, 3–0) | Einzelspiele John DiToro         |
| Einzelspiele Oliver Ortmann  | 2–0 (3–0, 3–1)      | Einzelspiele Mark Wilson         |
| Doppel Lee Kendall Tom Storm | 2–1 (1–3, 5–4, 4–2) | Doppel Mike Massey Mike Gulyassy |
| 4                            | Bilanz              | 0                                |
| 14                           | Gesamt              | 10                               |

#### Durchgang 8
|                                 | Resultate           |                                  |
| ------------------------------- | ------------------- | -------------------------------- |
| Einzelspiele Oliver Ortmann     | 2–0 (5–3, 3–1)      | Einzelspiele Robert Hunter       |
| Doppel Jimmy White Alex Higgins | 0–2 (2–4, 1–3)      | Doppel Lou Butera John DiToro    |
| Einzelspiele Tom Storm          | 0–2 (1–3, 0–3)      | Einzelspiele Dallas West         |
| Einzelspiele Daryl Peach        | 1–2 (5–3, 4–5, 1–3) | Einzelspiele Lou Butera          |
| Doppel Tom Storm Oliver Ortmann | 1–2 (0–3, 3–0, 4–5) | Doppel Robert Hunter Mark Wilson |
| Doppel Lee Kendall Steve Davis  | 0–2 (0–3, 2–4)      | Doppel Dallas West Mike Gulyassy |
| Einzelspiele Jimmy White        | 1–0 (4–2)           | Einzelspiele Lou Butera          |
| 2                               | Bilanz              | 5                                |
| 16                              | Gesamt              | 15                               |